# タンコ鉱山
タンコ鉱山（英語、Tanco Mine）は、カナダ中部マニトバ州南端部のバーニック湖北西岸に位置する鉱山である。キャボット コーポレーションによって所有・操業されており、地下採鉱によってセシウムとタンタルを産出している。この鉱山は既知のポルックス石鉱床として最大のものであり、セシウムの世界最大の生産者でもある。

## 歴史
タンコ鉱山で採掘されているペグマタイト鉱体は1920年代後半に発見され、1929年に最初の採掘が始まった。数回の閉鎖と再開を経て、1969年にはタンタル鉱山として再開した。1993年にはこの鉱山をキャボット社が購入し、1996年よりポルックス石からのセシウム塩水の生産を開始した 。セシウム塩水はギ酸セシウムへと転換され、その大部分は油井の採掘に用いられる掘穿泥水の流体密度を増加させるための添加剤として使用される。ギ酸セシウムの高濃度溶液の密度は2.3 g/cm3である。

## 地質学
バーニック湖北西岸の湖床の地下に見られるペグマタイトは、セシウムやリチウム、タンタル、ベリリウムなどの不適合元素が豊富に含まれる花崗岩質の火成岩である。マグマ中から火成岩が徐々に結晶化するとペグマタイトが形成され、不適合元素は岩石の結晶に入り込みにくいため残留マグマ側に濃縮される。鉱山で見られる鉱石の例として、リチウムを含むリシア輝石やアンブリゴナイト、セシウムを含むポルックス石、ベリリウムを含むベリル、タンタルとニオブを含むシンプソン石やタンタル石などがある。

## 鉱床
タンコ鉱山のポルックス石((Cs,Na)2Al2Si4O12·2H2O)鉱床は既知のポルックス石鉱床として最大のものであり、その埋蔵量は35万トンと見積もられている。これは既知の資源量の2/3を占める量である。世界の年間消費量はおよそ3万kg/年と予測されているので、タンコ鉱山の埋蔵量は世界の年間消費量のおよそ2000から3000年分に相当する。その鉱体は長さ1400メートル、幅600メートル、深さ100メートルにおよぶ。ポルックス石はおよそ24%のCs2Oを含有している。バーニック湖のペグマタイトは数十年間に渡って世界のセシウム需要を満たしてきた。

## 関連文献
- Garrett, Donald E. (2004). Handbook of lithium and natural calcium chloride: their deposits, processing, uses and properties. Academic Press. pp. 150–157. ISBN 978-0-12-276152-2
- National Materials Advisory Board (U.S.). Committee on the Technical Aspects of Critical and Strategic Materials (1983). Tantalum and columbium supply and demand outlook. National Academies. pp. 23